# Oxyagrion sulmatogrossense
Oxyagrion sulmatogrossense là một loài chuồn chuồn kim trong họ Coenagrionidae.
Oxyagrion sulmatogrossense được miêu tả khoa học năm 2000 bởi Costa, Souza & Santos.